# Philipp Wackernagel
Philipp Karl Eduard Wackernagel (født 28. juni 1800 i Berlin, død 20. juni 1877 i Dresden) var en tysk hymnolog.
Wackernagel var oprindelig uddannet i matematik og naturvidenskab, men havde tidlig fået interesse for tysk sprog og litteratur. Han virkede til 1861 i skolens tjeneste, men tog derefter sin afsked og viede sig helt til hymnologien og andre kirkelige interesser. Wackernagel var en alvorlig kristen og en erklæret lutheraner, og han er den største kender af den tyske salmesang. Af hans værker må nævnes Das deutsche Kirchenlied von Martin Luther bis auf Nicolaus Herman und Ambrosius Blaurer (1841) og Das deutsche Kirchenlied von der ältesten Zeit bis zum Anfang des 17. Jahrhunderts I-V (1864-77).